# Сальто-дель-Сольдадо

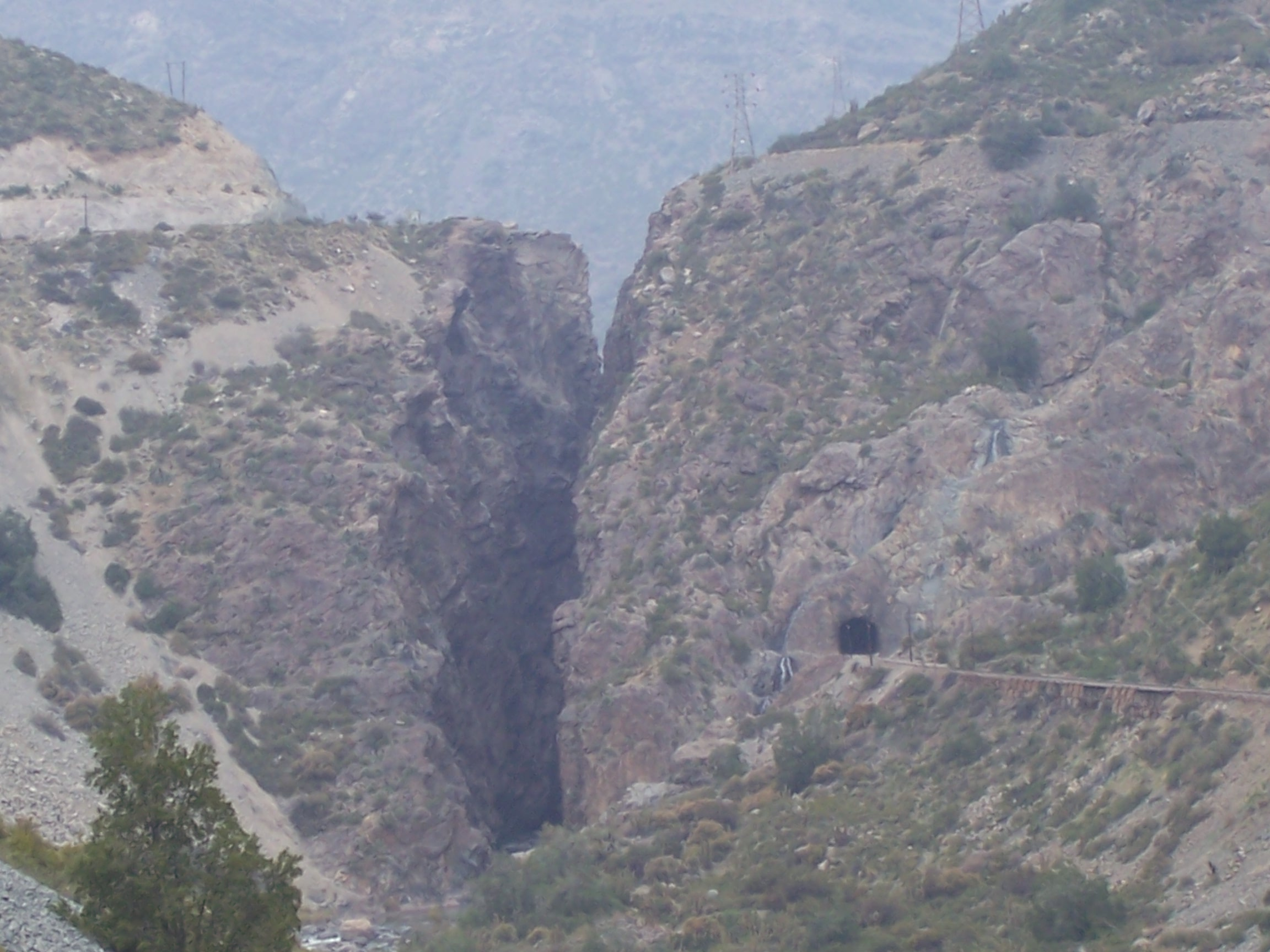
Сальто-дель-Сольдадо. Виден тоннель Трансандинской железной дороги.

Сальто-дель-Сольдадо (исп. El Salto del Soldado — прыжок солдата) — геологическая формация в чилийских Андах в виде скалы значительного размера, разделённой надвое эрозией. Находится в 28 км от города Лос-Андес, рядом с Панамериканским шоссе, которое в этом районе называется автострадой No.60. Через одну из скал пробит тоннель узкоколейной Трансандинской железной дороги, используемый ныне железнодорожной компанией «Fepasa» для вывоза ископаемых с рудников CODELCO. Высота формации над уровнем моря — 1262 м.
Согласно местной легенде расщелину перепрыгнул солдат революционных войск, спасаясь от наступавших испанских войск в 1814 г., во времена войны за независимость Чили. Революционная армия отступала в Аргентину после своего разгрома при Ранкагуа, и один из отставших солдат, будучи прижат к краю скалы, перепрыгнул 3 метра, отделявшие его от противоположного края. Сейчас такой прыжок невозможен, ибо эрозия продолжается и расщелина достигла ширины в 10 м.